# Charles Lawrence Boynton
Charles Lawrence Boynton (1864 – 1943) fue un autodidacta, botánico activo en la Región Sudeste de los Estados Unidos de América. Trabajó en los Dominios Biltmore con su hermano Franck E. Boynton, y con Chauncey Beadle.
- La abreviatura «C.L.Boynton» se emplea para indicar a Charles Lawrence Boynton como autoridad en la descripción y clasificación científica de los vegetales.[1]